# 飛鳥戸神社

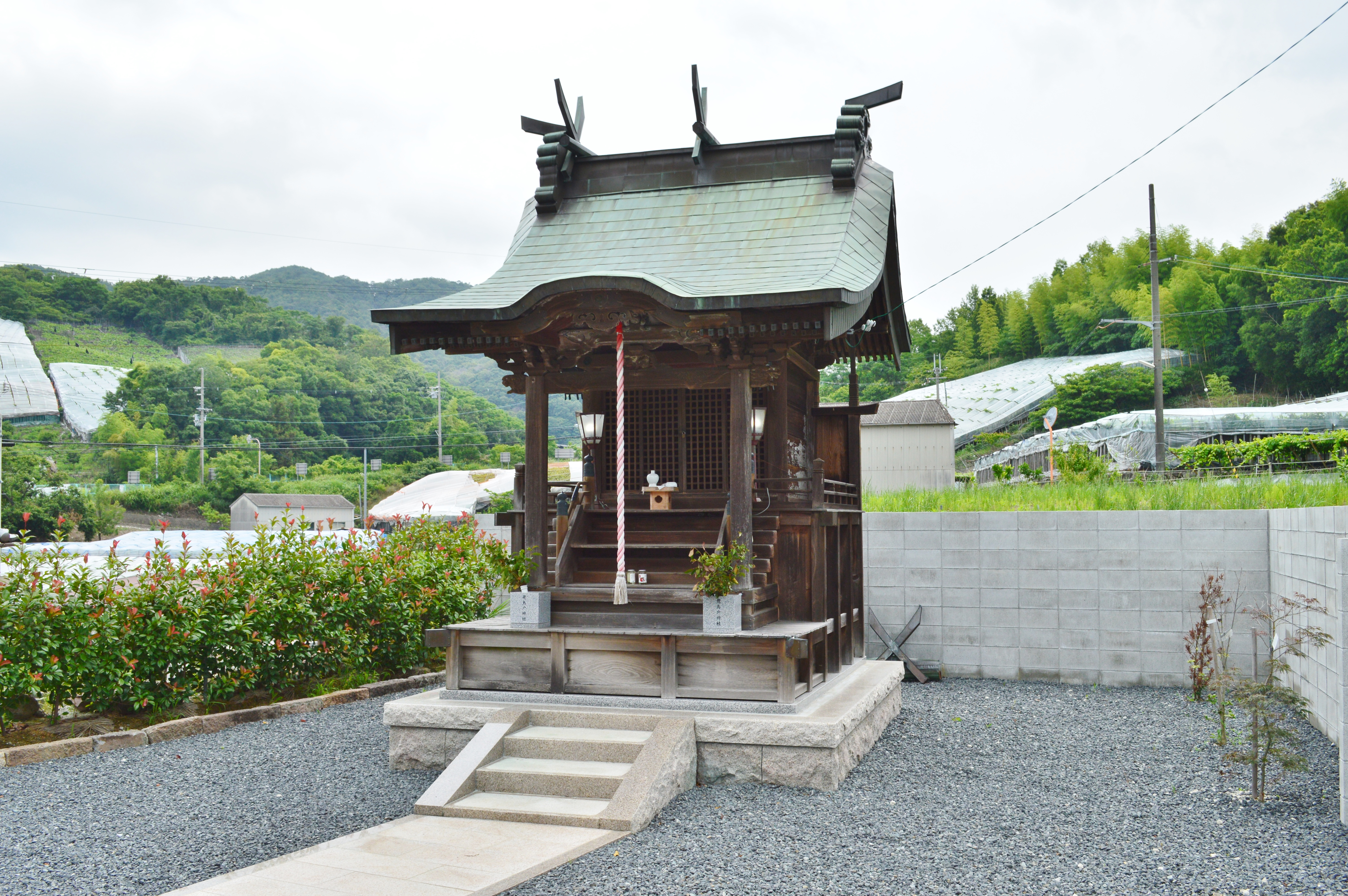
本殿

飛鳥戸神社（あすかべじんじゃ）は、大阪府羽曳野市飛鳥にある神社。式内社（名神大社）で、旧社格は村社。

## 祭神
現在は素盞嗚命が祭神となっている。これは、江戸時代に牛頭天王が祭神となっていたため、神仏分離の際に素盞嗚命に改めたものである。
当地は5世紀に派遣され渡来した百済王族・昆伎王の子孫である飛鳥戸造（あすかべのみやつこ）氏族の居住地であり、本来は飛鳥戸造の祖神として昆伎王が祀られていたものと考えられている。『三国史記』の百済本紀には昆伎王は熊津時代の始めに百済で没したとあり、昆伎自身は帰国したとしても、その子孫が日本に残留したものと考えられる。なお、付近にある新宮古墳群（横穴式石室）は飛鳥造氏族の墓域とする説がある。
『河内国式神私考』では「安宿王」、『河内国式内社目録稿本』では「百濟氏祖神 俗称少名彦命」、『神社要録』では「百済氏祖神 名詳ならず」と記している。
一方、佐伯有清は、『新撰姓氏録』巻二四右京諸蕃、『新撰姓氏録』巻二八河内国諸藩にその名がみえる「飛鳥戸造。百済の国主、比有王の男、昆伎王自り出づ」とされるている。

## 歴史
創建は不詳。
国史の初見は『日本三代実録』貞観元年（859年）8月13日条、正四位下の神階を授けるという記述である。延喜式神名帳では「河内国安宿郡 飛鳥戸神社」と記載され、名神大社に列している。江戸時代までは神宮寺として行基が開基した常林寺があり、聖武天皇の勅願所とされた。
明治初年に村社に列格したが、明治41年（1908年）に近隣の八幡神社（現 壺井八幡宮）に合祀された。昭和27年（1952年）に分祀され、旧社地の近くに再建された。

## アクセス
近畿日本鉄道南大阪線上ノ太子駅下車。